# Fotis Katsikaris
Fotios Katsikaris (Korydallos, Grecia, 16 de mayo de 1967) es un exjugador y entrenador griego de baloncesto. 

## Biografía
Fotis Katsikaris comenzó su carrera como entrenador ejerciendo de asistente de Kostas Politis, Dusan Ivkovic y Dragan Sakota en el AEK de Atenas, cuyo banquillo ocuparía como primer entrenador entre los años 2003 y 2005. Posteriormente daría el salto al Dynamo de San Petersburgo, donde permanecería hasta finales de 2006, cuando el equipo cae en bancarrota.
Dejó un buen sabor de boca en su etapa en Valencia (2006-2008). El 3 de noviembre de 2008 fue destituido por el Pamesa Valencia debido a los malos resultados en liga, y en 2009 firmó como técnico del Aris de Salónica. 
En 2011, como entrenador del Bilbao Basket, logró la clasificación para la final de la ACB por primera vez en la historia del equipo. Posteriormente perderían la final ante el Regal Barça por 3-0.
En la temporada 2015-16, entrenó al UCAM Murcia con el mayor éxito de la historia del club tras jugar los playoffs. Con la selección griega, Katsikaris disputó el Preolímpico de Turín. 
En julio de 2016, Fotis abandona el baloncesto español para embarcarse en el proyecto ruso, firmando por Lokomotiv Kuban por tres campañas. Meses más tarde, en noviembre de 2016,  el entrenador acuerda la desvinculación "de mutuo acuerdo" tras la derrota ante Valencia Basket en Eurocup.
El 23 de enero de 2017, Katsikaris, que estaba residiendo en Murcia desde que fuese cesado por el Lokomotiv Kuban en noviembre de 2016, vuelve a dirigir al UCAM Murcia, sustituyendo a Óscar Quintana tras los malos resultados del conjunto murciano en Liga ACB y en EuroCup.
Tras finalizar la temporada 2016-17 en séptima posición, Fotis firma un contrato por tres temporadas con Hapoel Jerusalem. En el equipo israelí entrena únicamente diez partidos, ya que tras un mal inicio de EuroCup, es destituido.
El día 24 de noviembre de 2017, es anunciado como nuevo entrenador de Iberostar Tenerife, tras el acuerdo de desvinculación del club con Nenad Marković. Como hizo en la mayoría de las veces que ha estado a los mandos de un equipo en ACB, sus resultados han sido los esperados y en la temporada 17-18 consigue entrar en los playoffs con el club baloncesto canarias. En junio el club anunció la rescisión de su contrato, pasando a ocupar el banquillo tinerfeño Txus Vidorreta.
Tras su paso por los Utah Jazz de la NBA como entrenador ayudante, el 26 de junio de 2019 el Herbalife Gran Canaria de la Liga ACB anuncia su contratación por dos temporadas.
El 21 de enero de 2021, tras la destitución de Luis Casimiro, Katsikaris ficha por el Unicaja Baloncesto.
El 6 de febrero de 2022, es relegado por el Consejo de Administración del Unicaja Baloncesto de su cargo de entrenador principal.
El 23 de enero de 2024, fue elegido para reemplazar a Salva Camps como entrenador del Básquet Girona de la Liga Endesa.
El 16 de diciembre de 2024, sería destituido como entrenador del conjunto gerundense.

## Trayectoria

### Jugador
- Ionikos Nikaias B.C. (1982-1988)
- Sporting B.C. (1988-1990)
- AEK Atenas BC (1990-1996)
- Iraklio Creta (1996-1998)

### Entrenador
- Entrenador ayudante de Ivkovic y Sakota en el AEK Atenas (1998-2003)
- AEK Atenas (2003-2005)
- BC Dynamo San Petersburgo (2005-2006)
- Valencia Basket (2006-2008)
- Aris Salónica BC (2009)
- Bilbao Basket (2009-2013)
- Rusia (2013)
- Grecia (2014-2016)
- UCAM Murcia (2015-2016)
- Lokomotiv Kuban (2016)
- UCAM Murcia (2017)
- Hapoel Jerusalem B.C. (2017)
- Iberostar Tenerife (2017-2018)
- Utah Jazz (Asistente) (2018-2019)
- Herbalife Gran Canaria (2019-2020)
- Unicaja Baloncesto  (2021-2022)
- Básquet Girona (2024)